# Луговое (Красноармейский район)
Луговое (нем. Vollmer) — село в Красноармейском районе Саратовской области, на правом берегу реки Иловля, в 120 км к юго-западу от Саратова. Входит в состав сельского поселения Россошанское муниципальное образование.
Основано в 1766 году.
Население — 164 (2010) человек.

## История
Основано как немецкая колония Фольмер в 1766 году. Первые поселенцы — 47 семей из Майнца, Пфальца и Трира. Вызывательская колония Дебофа. Колония относилась к католическим приходам Семёновка, Шукк. В 1904 году образован самостоятельный приход Фольмер. В 1848 году построена католическая церковь.
Колония названа по фамилии первого старосты (форштегера). По указу от 26 февраля 1768 года о наименованиях немецких колоний получила официальное название Копенка. Колония относилась к Каменскому колонистскому округу, с 1871 года к Каменской волости Камышинского уезда Саратовской губернии.
По состоянию на 1857 год земельный надел составлял 1783 десятины, в 1910 году — 4183 десятины. Вследствие малоземелья в 1863 году 24 жителя выезжают в Кубанскую область, в 1864—78 — 130 человек в Самарскую губернию, в 1872 году 13 человек в другие районы Саратовской губернии, в 1876—77 годах 14 человек эмигрируют в Америку, в 1885—86 туда же выезжают ещё 26 человек.
В селе имелись мельницы, кузница, лавка. Жители занимались ткачеством сарпинки. В 1891 году открыта земская школа, имелось министерское училище.
С 1918 года в составе Верхне-Иловлинского района Голо-Карамышского уезда, с 1922 года — в составе Каменского кантона Трудовой коммуны (Области) немцев Поволжья (с 1923 года — АССР немцев Поволжья).
В голод 1921 года в селе родилось 70 человек, умерло — 208. В 1920-е годы организован Фольмерский сельсовет. В 1926 году имелась кооперативная лавка, сельскохозяйственное кредитное товарищество, начальная школа. В 1927 году постановлением ВЦИК «Об изменениях в административном делении Автономной С. С. Р. Немцев Поволжья и о присвоении немецким селениям прежних наименований, существовавших до 1914 года» селу Копенка Каменского кантона возвращено название Фольмер.
28 августа 1941 года был издан Указ Президиума ВС СССР о переселении немцев, проживающих в районах Поволжья, немецкое население депортировано, село включено в состав Саратовской области.

## Физико-географическая характеристика
Село находится в лесостепи, в пределах Приволжской возвышенности, являющейся частью Восточно-Европейской равнины, на правом берегу реки Иловля, напротив села Елшанка. Высота центра населённого пункта — 179 метров над уровнем моря. Почвы — чернозёмы (без разделения) и пойменные засоленные (в пойме Иловли).
По автомобильным дорогам расстояние до областного центра города Саратова — 120 км, да районного центра города Красноармейска — 47 км. Ближайший крупный город Камышин Волгоградской области расположен в 85 км к югу от села. Близ села проходит линия Петров Вал — Саратов III Приволжской железной дороги.
Часовой пояс
Луговое, как и вся Саратовская область, находится в часовой зоне МСК+1. Смещение применяемого времени относительно UTC составляет +4:00.

## Население
Динамика численности населения по годам:
| 1767 | 1773 | 1788 | 1798 | 1816 | 1834 | 1850 | 1859 | 1886 | 1897 | 1905 | 1911 | 1920 | 1922 | 1926 | 1931 | 1987  | 2002 |
| ---- | ---- | ---- | ---- | ---- | ---- | ---- | ---- | ---- | ---- | ---- | ---- | ---- | ---- | ---- | ---- | ----- | ---- |
| 158  | 221  | 273  | 385  | 421  | 752  | 1122 | 1183 | 1777 | 1555 | 1452 | 1775 | 1867 | 1212 | 1565 | 1762 | ≈ 190 | 199  |

| 2002 | 2010 |
| ---- | ---- |
| 199  | ↘164 |